# Rafz
Rafz é uma comuna da Suíça, situada no distrito de Bülach, no cantão de Zurique. Tem 10,74 km² de área e sua população em 2018 foi estimada em 4.576 habitantes.